# 2011-es U21-es labdarúgó-Európa-bajnokság
A 2011-es U21-es labdarúgó-Európa-bajnokság volt a 18. ilyen jellegű korosztályos bajnokság Európában. 2008. december 10-én jelentették be hivatalosan, hogy Dánia lesz a torna házigazdája.

## Selejtezők
2009. február 4-én tartották a selejtező csoportjainak sorsolását. Dánia, rendező országként automatikusan bejutott a döntőbe. A többi 52 szövetség csapatait tíz csoportból húzták (négy ötcsapatos és két hatcsapatos csoport). A selejtezők 2009. márciusának utolsó hetén kezdődtek el. Az egyes csoportok győztesei és a legjobb második helyezettek jutottak egyenesen a döntőbe.

### A 2009-es U20-as labdarúgó-világbajnokság hatásai a selejtezőkre
Az a hat európai szövetség, amely kijutott a 2009-es U20-as labdarúgó-világbajnokságra, Egyiptomba (Németország, Olaszország, Csehország, Magyarország, Spanyolország és Anglia) ötcsapatos csoportba került.

### A 2012-es nyári olimpia és Nagy Britannia csapata
A torna döntője jelentette az európai csapatok számára az olimpiai selejtezőket. A Londonban rendezett 2012. évi nyári olimpiai játékokra a torna legjobb csapatai jutottak ki. A négy brit szövetség külön-külön indult a selejtezőkön, de nem jutott ki az olimpiára automatikusan, hiszen arra Nagy-Britannia lenne jogosult. Mivel nincs egységes szövetségük ezért nincs automatikus továbbjutás számukra.

### Selejtező csoportok
| 1-es csoport Oroszország · Románia · Moldova · Lettország · Feröer · Andorra | 2-es csoport Törökország · Svájc · Örményország · Írország · Grúzia · Észtország | 3-as csoport Wales · Magyarország · Olaszország · Bosznia-Hercegovina · Luxemburg | 4-es csoport Spanyolország · Finnország · Hollandia · Lengyelország · Liechtenstein | 5-ös csoport Németország · Csehország · Észak-Írország · Izland · San Marino |
| 6-os csoport Izrael · Svédország · Bulgária · Montenegró · Kazahsztán        | 7-es csoport Szerbia · Horvátország · Norvégia · Szlovákia · Ciprus              | 8-as csoport Franciaország · Ukrajna · Belgium · Szlovénia · Málta                | 9-es csoport Anglia · Portugália · Görögország · Macedónia · Litvánia               | 10-es csoport Ausztria · Fehéroroszország · Skócia · Albánia · Azerbajdzsán  |

### A sorsolás csoportjai
A: Spanyolország, Anglia, Olaszország, Németország, Szerbia, Franciaország, Ausztria, Törökország, Izrael, Oroszország
B: Fehéroroszország, Csehország, Portugália, Svédország, Finnország, Wales, Svájc, Ukrajna, Románia, Horvátország
C: Hollandia, Belgium, Skócia, Magyarország, Görögország, Norvégia, Moldova, Örményország, Bulgária, Észak-Írország
D: Lengyelország, Lettország, Szlovákia, Albánia, Macedónia, Izland, Szlovénia, Írország, Bosznia-Hercegovina, Montenegró
E: Ciprus, Grúzia, Litvánia, Kazahsztán, Andorra, Feröer-szigetek, Észtország, Málta, San Marino, Azerbajdzsán, Liechtenstein, Luxembourg

## Helyszínek
| Város   | Stadion           | Nézőszám |
| ------- | ----------------- | -------- |
| Aarhus  | NRGi Park         | 21 000   |
| Herning | MCH Arena         | 11 800   |
| Aalborg | Energi Nord Arena | 10 500   |
| Viborg  | Viborg Stadion    | 9566     |

## Csoportkör
| Jelmagyarázat                                                   |
| --------------------------------------------------------------- |
| A csoportok első és második helyezettje bejutott az elődöntőbe. |
| A csoportok harmadik és negyedik helyezettjei kiestek.          |

Valamennyi időpont Közép-európai nyári idő szerint (UTC+2) van feltüntetve.
Az UEFA versenyszabályzata alapján, ha két vagy több csapat a csoportmérkőzések után azonos pontszámmal állt, az alábbiak alapján kellett meghatározni a sorrendet:
1. az azonosan álló csapatok mérkőzésein szerzett több pont
2. az azonosan álló csapatok mérkőzésein elért jobb gólkülönbség
3. az azonosan álló csapatok mérkőzésein idegenben szerzett több gól
4. az összes mérkőzésen elért jobb gólkülönbség
5. az összes mérkőzésen szerzett több gól
6. jobb fair play pontszám
7. sorsolás

### A csoport
| Csapat           | M | Gy | D | V | G+ | G– | Gk | P |
| ---------------- | - | -- | - | - | -- | -- | -- | - |
| Svájc            | 3 | 3  | 0 | 0 | 6  | 0  | +6 | 9 |
| Fehéroroszország | 3 | 1  | 0 | 2 | 3  | 5  | −2 | 3 |
| Izland           | 3 | 1  | 0 | 2 | 3  | 5  | −2 | 3 |
| Dánia            | 3 | 1  | 0 | 2 | 3  | 5  | −2 | 3 |

| Csapat           | M | Gy | D | V | G+ | G– | Gk | P |
| ---------------- | - | -- | - | - | -- | -- | -- | - |
| Fehéroroszország | 2 | 1  | 0 | 1 | 3  | 2  | +1 | 3 |
| Izland           | 2 | 1  | 0 | 1 | 3  | 3  | 0  | 3 |
| Dánia            | 2 | 1  | 0 | 1 | 3  | 4  | –1 | 3 |

| 2011. június 11. 18:00 |

| Fehéroroszország                    | 2–0               | Izland |
| ----------------------------------- | ----------------- | ------ |
| Varankow 77' (11-esből) Skavysh 87' | (0–0) Jegyzőkönyv |        |

| Aarhus Stadion, Aarhus Nézőszám: 2815 Játékvezető: Alekszandar Sztavrev (macedón) |

| 2011. június 11. 20:45 |

| Dánia | 0–1               | Svájc       |
| ----- | ----------------- | ----------- |
|       | (0–0) Jegyzőkönyv | Shaqiri 48' |

| Aalborg Stadion, Aalborg Nézőszám: 9678 Játékvezető: Robert Schörgenhofer (osztrák) |

| 2011. június 14. 18:00 |

| Svájc                | 2–0               | Izland |
| -------------------- | ----------------- | ------ |
| Frei 1' Emeghara 40' | (2–0) Jegyzőkönyv |        |

| Aalborg Stadion, Aalborg Nézőszám: 1903 Játékvezető: Marijo Strahonja (horvát) |

| 2011. június 14. 20:45 |

| Dánia                     | 2–1               | Fehéroroszország |
| ------------------------- | ----------------- | ---------------- |
| Eriksen 22' Jørgensen 71' | (1–1) Jegyzőkönyv | Baga 20'         |

| Aarhus Stadion, Aarhus Nézőszám: 18 152 Játékvezető: Paolo Tagliavento (olasz) |

| 2011. június 18. 20:45 |

| Izland                                         | 3–1               | Dánia      |
| ---------------------------------------------- | ----------------- | ---------- |
| Sigþórsson 58' Bjarnason 60' Valgarðsson 90+2' | (0–0) Jegyzőkönyv | Kadrii 81' |

| Aalborg Stadion, Aalborg Nézőszám: 9308 Játékvezető: Milorad Mažić (szerb) |

| 2011. június 18. 20:45 |

| Svájc                                     | 3–0               | Fehéroroszország |
| ----------------------------------------- | ----------------- | ---------------- |
| Mehmedi 6' (11-esből) 43' Feltscher 90+3' | (2–0) Jegyzőkönyv |                  |

| Aarhus Stadion, Aarhus Nézőszám: 1604 Játékvezető: Markus Strömbergsson (svéd) |

### B csoport
| Csapat        | M | Gy | D | V | G+ | G– | Gk | P |
| ------------- | - | -- | - | - | -- | -- | -- | - |
| Spanyolország | 3 | 2  | 1 | 0 | 6  | 1  | +5 | 7 |
| Csehország    | 3 | 2  | 0 | 1 | 4  | 4  | 0  | 6 |
| Anglia        | 3 | 0  | 2 | 1 | 2  | 3  | −1 | 2 |
| Ukrajna       | 3 | 0  | 1 | 2 | 1  | 5  | −4 | 1 |

| 2011. június 12. 18:00 |

| Csehország     | 2–1               | Ukrajna   |
| -------------- | ----------------- | --------- |
| Dočkal 49' 56' | (0–0) Jegyzőkönyv | Bilyi 87' |

| Viborg Stadion, Viborg Nézőszám: 4251 Játékvezető: Milorad Mažić (szerb) |

| 2011. június 12. 20:45 |

| Spanyolország | 1–1               | Anglia      |
| ------------- | ----------------- | ----------- |
| Herrera 14'   | (1–0) Jegyzőkönyv | Welbeck 88' |

| Herning Stadium, Herning Nézőszám: 8046 Játékvezető: Markus Strömbergsson (svéd) |

| 2011. június 15. 18:00 |

| Csehország | 0–2               | Spanyolország  |
| ---------- | ----------------- | -------------- |
|            | (0–1) Jegyzőkönyv | Adrián 27' 47' |

| Viborg Stadion, Viborg Nézőszám: 4600 Játékvezető: Robert Schörgenhofer (osztrák) |

| 2011. június 15. 20:45 |

| Ukrajna | 0–0         | Anglia |
| ------- | ----------- | ------ |
|         | Jegyzőkönyv |        |

| Herning Stadium, Herning Nézőszám: 3495 Játékvezető: Alekszandar Sztavrev (macedón) |

| 2011. június 19. 20:45 |

| Anglia      | 1–2               | Csehország                  |
| ----------- | ----------------- | --------------------------- |
| Welbeck 76' | (0–0) Jegyzőkönyv | Chramosta 89' Pekhart 90+4' |

| Viborg Stadion, Viborg Nézőszám: 5262 Játékvezető: Paolo Tagliavento (olasz) |

| 2011. június 19. 20:45 |

| Ukrajna | 0–3               | Spanyolország                      |
| ------- | ----------------- | ---------------------------------- |
|         | (0–2) Jegyzőkönyv | Mata 10' 72' (11-esből) Adrián 27' |

| Herning Stadium, Herning Nézőszám: 3302 Játékvezető: Marijo Strahonja (horvát) |

## Egyenes kieséses szakasz

### Elődöntők
| 2011. június 22. 18:00 |

| Spanyolország                | 3–1 (h. u.)                 | Fehéroroszország |
| ---------------------------- | --------------------------- | ---------------- |
| Adrián 89' 105' Jeffrén 113' | (0–1, 1–1, 2–1) Jegyzőkönyv | Varankow 38'     |

| Viborg Stadion, Viborg Nézőszám: 7521 Játékvezető: Markus Strömbergsson (svéd) |

| 2011. június 22. 21:00 |

| Svájc        | 1–0 (h. u.)                 | Csehország |
| ------------ | --------------------------- | ---------- |
| Mehmedi 114' | (0–0, 0–0, 0–0) Jegyzőkönyv |            |

| Herning Stadium, Herning Nézőszám: 5038 Játékvezető: Robert Schörgenhofer (osztrák) |

### Olimpiai selejtező
A 2012-es nyári olimpiai játékok rendezője, Anglia (Nagy-Britannia) nem jutott az elődöntőbe, ezért egy mérkőzést játszottak, amely az olimpiai részvételről döntött. A két döntős mellett ennek a mérkőzésnek a győztese szerzett olimpiai részvételi jogot.
| 2011. június 25. 15:00 |

| Csehország | 0–1               | Fehéroroszország |
| ---------- | ----------------- | ---------------- |
|            | (0–0) Jegyzőkönyv | Filipenko 88'    |

| Aalborg Stadion, Aalborg Nézőszám: 870 Játékvezető: Milorad Mažić (szerb) |

### Döntő
| 2011. június 25. 20:45 |

| Svájc | 0–2               | Spanyolország                    |
| ----- | ----------------- | -------------------------------- |
|       | (0–1) Jegyzőkönyv | Herrera 41' Thiago Alcântara 81' |

| Aarhus Stadion, Aarhus Nézőszám: 16 110 Játékvezető: Paolo Tagliavento (olasz) |

| A 2011-es U21-es labdarúgó-Európa-bajnokság győztese |
| ---------------------------------------------------- |
| SPANYOLORSZÁG 3. cím                                 |

## Gólszerzők
5 gólos
- Adrián López

3 gólos
- Admir Mehmedi

2 gólos
| - Andrey Varankow - Bořek Dočkal | - Ander Herrera - Juan Mata | - Danny Welbeck |

1 gólos
| - Dzmitrij Baha - Egor Filipenko - Maksim Skavysh - Jan Chramosta - Tomáš Pekhart - Christian Eriksen | - Nicolai Jørgensen - Bashkim Kadrii - Birkir Bjarnason - Kolbeinn Sigthórsson - Hjörtur Logi Valgarðsson | - Jeffrén Suárez - Thiago Alcântara - Innocent Emeghara - Frank Feltscher - Fabian Frei - Xherdan Shaqiri - Makszim Ivanovics Bilij |

## Végeredmény
Az első négy helyezett utáni sorrend nem tekinthető hivatalosnak, mivel ezekért a helyekért nem játszottak mérkőzéseket. E helyezések meghatározásához az alábbiak lettek figyelembe véve:
1. több szerzett pont
2. jobb csoportbeli helyezés
3. jobb gólkülönbség
4. több szerzett gól
5. egymás elleni eredmény

A hazai csapat eltérő háttérszínnel kiemelve.
| Helyezés | Csapat           | M | Gy | D | V | G+ | G– | Gk | P  |  |
| -------- | ---------------- | - | -- | - | - | -- | -- | -- | -- |  |
| Arany    | Spanyolország    | 5 | 4  | 1 | 0 | 11 | 2  | +9 | 13 |  |
| Ezüst    | Svájc            | 5 | 4  | 0 | 1 | 7  | 2  | +5 | 12 |  |
| Bronz    | Fehéroroszország | 5 | 2  | 0 | 3 | 5  | 8  | −3 | 6  |  |
| 4.       | Csehország       | 5 | 2  | 0 | 3 | 4  | 6  | –2 | 6  |  |
|          |                  |   |    |   |   |    |    |    |    |  |
| 5.       | Izland           | 3 | 1  | 0 | 2 | 3  | 5  | −2 | 3  |  |
| 6.       | Dánia            | 3 | 1  | 0 | 2 | 3  | 5  | −2 | 3  |  |
| 7.       | Anglia           | 3 | 0  | 2 | 1 | 2  | 3  | −1 | 2  |  |
| 8.       | Ukrajna          | 3 | 0  | 1 | 2 | 1  | 5  | −4 | 1  |  |